# Luis Francisco de la Cerda y Aragón
Luis Francisco de la Cerda y Aragón (El Puerto de Santa María, 2 d'agost de 1660 - Pamplona, 26 de gener de 1711) va ser un noble castellà, IX Duc de Medinaceli i membre d'aquesta casa nobiliària. Va exercir importants càrrecs polítics i diplomàtics durant els regnats de Carles II i Felip V, acusat de conspiració per aquest darrer, va ser empresonat i va morir tancat al castell de Pamplona. La seva mort sense descendència va provocar l'annexió del ducat de Medinaceli i les altres senyories d'aquesta casa a les possessions dels Fernández de Córdoba, ducs de Feria i marquesos de Priego.

## Família
Fill primogènit de Juan Francisco de la Cerda, VIII duc de Medinaceli i de Caterina d'Aragó-Cardona-Córdoba, VIII duquessa de Sogorb i IX duquessa de Cardona. El duc es casà a Madrid el 1678 amb María de las Nieves Téllez-Girón y Sandoval. El matrimoni va tenir dos fills, Catalina, que va morir infant, quan tenia tres anys; i Luis, que va morir lluitant contra els algerians en vida del seu pare.

## Vida política
El 1684 va ser nomenat general de galeres de Nàpols, càrrec que va exercir fins al 1687. Després va ser nomenat virrei de Nàpols entre 1696 i 1702, i a més va ser representat del rei a la cort de Roma. Amb l'arribada de Felip V al tron castellà, el va col·locar al capdavant del seu Consell de Gabinet, en qualitat de primer ministre. No obstant això, uns anys més tard, el 1710, durant la Guerra de Successió, va revelar als anglesos els plans secrets per concertar una treva entre les Províncies Unides i el regne de França, i per aquesta raó Luis Francisco va ser acusat de conspiració en contra de la influència francesa a Espanya, va ser destituït dels seus càrrecs públics i empresonat a l'alcàsser de Segòvia, més tard traslladat al castell de Pamplona, on va morir el 26 de gener de 1711.
Els seus càrrecs d'importància política el van allunyar de l'administració de les seves senyories. No obstant això, sí que va revisar l'estat dels seus immobles a Montilla, Sevilla, Bornos i El Puerto de Santa María, aquest darrer el 1709, quan va cessar dels seus càrrecs a Roma i Nàpols, si bé la reforma prevista no es va arribar a dur a terme.
Mort sense descendència, la seva successió dels títols del llinatge va passar al llinatge dels Fernández de Córdoba de la casa dels ducs de Feria i marquesos de Priego a través de la línia femenina de la seva germana Feliche María de la Cerda, casada amb el duc Luis Mauricio Fernández de Córdoba, passant finalment el ducat i la casa de Medinaceli al llinatge dels Fernández de Córdoba, dels quals en fou el següent successor Nicolás Fernández de Córdoba y de la Cerda.

## Títols
Al llarg de la seva vida va ostentar els següents títols:
Des de 1670
- XLIII Comte d'Empúries
- XVII Comte de Prades

Des de 1671
- VIII Marquès de Cogolludo

Des de 1691
- V Marquès d'Alcalá de la Alameda
- VII Duc d'Alcalá de los Gazules
- Comte d'Ampudia
- XVII Senyor d'Arcos de Jalón
- XV Comte de Buendía
- IX Comte d'El Puerto de Santa María
- XIV Senyor d'Enciso
- X Comte de Molares
- XIII Senyor de Luzón
- IX Duc de Medinaceli
- VIII Comte de Santa Gadea
- XIII Senyor de Somaén
- X Marquès de Tarifa

Des de 1697
- XI Duc de Cardona
- VIII Marquès de Comares
- X Marquès de Dénia
- XXVII Senyor de la Baronia d'Entença
- XI Marquès de Pallars
- X Duc de Sogorb
- XXXIII Vescomte de Vilamur